# پرچم اسواتینی
پرچم اسواتینی برای اولین بار در ۶ اکتبر ۱۹۶۸ به رسمیت شناخته شد.به عنوان پرچم استان و نشان جنگ شناخته می‌شود و همچنین دارای تناسب ۲:۳ می‌باشد.